# На живот и смърт
„На живот и смърт“ е български 3-сериен телевизионен игрален филм от 1974 г. на режисьора Неделчо Чернев.
Екранизация на едноименния роман на Димитър Ангелов – по сценарий на Анжел Вагенщайн. Оператор е Теодор Янев. Музиката във филма е композирана от Атанас Бояджиев и Петър Ступел.
Книжната тетралогия на Димитър Ангелов е сведена от Анжел Вагенщайн до екранна трилогия (12 юни 1974), която бащата на българския телевизионен театър и кино превъръща в първокласен образец на филмовия соцреализъм – възхваляващ партизанската борба срещу зловещия и кървав фашизъм в България. В сериала участват всички най-известни за времето си български артисти.

## Фабула
Любов във време на война – България във Втората световна война. Загадъчна и странна в началото на юни 1941 г. /след битката за Крит и преди операция Барбароса/, тя се оказва реална на 9 септември 1944 г.
 Внимание:  Текстът по-долу разкрива сюжета на произведението (или части от него)!
Евгени Милев е млад провинциален доктор в Подгорово (Старозагорско където Димитър Ангелов е бил гимназиален директор). Безгрижен и необвързан, често се случва алтруистично да подпомага бедни пациенти за лекарства. Евгени е единствен наследник на чичо си от София – професор Константин Милев, благодарение на когото не се налага да оценява стойността на парите. Младият аполитичен хирург е специализирал в Германия.
Евгени Милев е най-желаната партия за много девойки в градчето, сред които изпъква Спаска – дъщеря на битпазарския аристократ и депутат от партията на Богдан Филов – Славян Дойков. Фиксидея на Митра, майката на Спаска, е да сватоса дъщеря си за Евгени. Сестрата на Славян Дойков – Надежда Захарова е съпруга на прокурора при областния съд Никола Захаров. Флиртовете и любовните похождения с местното офицерство на Надежда Захарова (в ролята Невена Коканова) са известни на целия град, но съпругът ѝ ги търпи единствено заради сина им.
По време на сутрешните си пролетни разходки през 1941 г. до близкото село Мала Калина, Евгени се разминава на няколко пъти по пътеката с непознато и загадъчно момиче, което не може да забрави. Струва му се, че всеки път Росица Енева някак свенливо и леко подигравателно се усмихва при среща на погледа му. Евгени започва подсъзнателно да излиза всяка свободна сутрин на разходка по същия маршрут, но повече не вижда момичето. Есента на 1941 г. прибирайки се с влака от почивка на морето, му се присънва нейния образ, който така или иначе не го напуска. Евгени губи всяка надежда, че някога ще види момичето отново и точно когато вече тревожно обезкуражен е готов да предаде образа, благодарение на конспиративна комбинация на колегата си д-р Сами Меворах (в ролята Асен Кисимов), заварва най-неочаквано ... в квартирата си ... същото това момиче. Следва бурно нощно приключение, истинска тайна авантюра, в която омагьосания д-р Милев е въвлечен от младата девойка с цел като хирург да спаси живота на ранен партизански инструктор – парашутист от Съветския съюз. Благодарение на случайността, Евгени разбира че момичето е селската учителка в Мала Калина. Росица Енева обаче е ръководна областна комунистическа функционерка, и макар влюбена за първи път, е отвратена от немското образование на Евгени. На връщане към Подгорово, след хирургическата интервенция при полеви условия /извършена с перфектна точност и прецизност, благодарение на която се оказва спасен живота на партизанския инструктор/, Росица не издържа и се предава на любовните си чувства.
След разбиването на ЦК на БРП е разпознат и убит жестоко д-р Сами Меворах, а Росица Енева хваната в клопка, ранена и осъдена на смърт чрез разстрел. Евгени е съкрушен, но въпреки всичко успява да се организира и благодарение на своя съученик и народен представител приближен на Богдан Филов – Недко Боев, успява с една декларация да замени смъртната присъда на Росица Енева с доживотен затвор с право на замяна. Покрай връзката си, Евгени се е запознал с нелегалните и ги подпомага с медикаменти. Областният полицейски пристав, известен като Кучеглавия, не разбира нито защо е заменена смъртната присъда на Росица Енева, нито разбира любовните чувства на Евгени, заради които е поел декларативно задължение пред вътрешния министър „да превъзпита закоравялата комунистка Енева“. Единствено залинели хуманни чувства, избуяли в страстното му и необяснимо либидо към палавата кокетка Анет (съпруга на областния управител Константин Златев), притъпяват търсенето на отговора на необяснимия нему въпрос. В крайна сметка Евгени е разкрит, пребит до смърт и изпратен в концлагер. По пътя успява да избяга, ставайки лекар на партизанския отряд в Средногорието.
Историята преобръща съдбите на двамата влюбени един в друг с настъплението на Червената армия на Източния фронт. Невъзможната им поради обстоятелствата любов, отново става реалистична. На митинга на победата в областния център Евгени и Росица се търсят обсебени един от друг ... виждат и докосват ... без да се прозират от червеното знаме. Но се целуват през и чрез него. 

## Сценични каламбури
- Георги Черкелов от полковник от тайната полиция в „На всеки километър“ (1969/71) се превъплъщава в партизански ятак непредал с цената на живота си – шумкарите
- Стефан Данаилов затвърждава сценичния си художествен образ на червен герой, но вече като интелектуалец, след главната си роля в „На всеки километър“ (1969/71)
- Форумни поддръжници на партия Атака обявяват изпълнителят на ролята на д-р Сами Меворах във филма (Асен Кисимов) – за приятел на евреите, заради и което бил справедливо пребит в софийски трамвай през 1995 г. [2]

Феноменът на Неделчо Чернев „На всеки километър“ излиза по време на Димитровската конституция, докато същото му упражнение с „На живот и смърт“ е с подчертан уклон към повелите на новата Живковска конституция. 
Благодарение на единствения си едноименен исторически роман, по който е сценария на филма, Димитър Ангелов успява да промуши през цензурата романа Тютюн, чийто главен редактор е. 

## Серии
- 1. серия – 87 минути
- 2. серия – 89 минути
- 3. серия – 68 минути [5]

## Актьорски състав
| Роля                                         | Изпълнител         |
| -------------------------------------------- | ------------------ |
| Илия Саваков, областен полицейски пристав    | Стефан Гецов       |
| д-р Евгени Милев                             | Стефан Данаилов    |
| учителката Росица Енева                      | Катя Паскалева     |
| д-р Сами Меворах                             | Асен Кисимов       |
| „Максим“ – Матьо Христов, партиен функционер | Петър Чернев       |
| Надежда Захарова                             | Невена Коканова    |
| областния прокурор Никола Захаров            | Асен Миланов       |
| Христинка                                    | Белла Цонева       |
| Замфир Петров                                | Любомир Димитров   |
| Анет                                         | Доротея Тончева    |
| ятакът дядо Божин                            | Георги Черкелов    |
| Голям Борован                                | Илия Георгиев      |
| Цвета                                        | Мариана Аламанчева |
|                                              | Георги Калоянчев   |
|                                              | Богомил Симеонов   |
|                                              | Христо Динев       |
| предателя Божикин                            | Марин Янев         |
|                                              | Димитър Панов      |
| майор Борис Казански                         | Ганчо Ганчев       |
| командирът Атанас Щерев                      | Васил Михайлов     |
|                                              | Никола Динев       |
|                                              | Генчо Димитров     |
|                                              | Димитър Бочев      |
|                                              | Никола Дадов       |
| Федро                                        | Дамян Антонов      |
|                                              | Петър Слабаков     |
|                                              | Атанас Божинов     |
|                                              | Андрей Чапразов    |
|                                              | Нейчо Попов        |
|                                              | Антон Карастоянов  |
| полковник Дуков                              | Светозар Неделчев  |
|                                              | Васил Мирчовски    |
|                                              | Петя Миладинова    |
|                                              | Петя Александрова  |
|                                              | Борислав Иванов    |
|                                              | Лиляна Михайлова   |
|                                              | Тошо Недялков      |
|                                              | Любомир Ялъмов     |
|                                              | Георги Мамалев     |
|                                              | Антон Радичев      |
| депутатът Славян Дойков                      | Георги Раданов     |